# Брюстер, Уильям
Уильям Рут Брюстер (англ. William Root Brewster; 27 июля 1828 — 13 декабря 1869) — офицер Потомакской армии во время Гражданской войны в США. Командовал одним из полков Эксельсиорской бригады, затем возглавил эту бригаду и командовал ею в битве при Геттисберге, где бригада была разбита в бою за Персиковый сад.

## Ранние годы
Уильям Брюстер родился в Гошене, Коннектикут, в семье Нельсона Брюстера и Лакретты Ханны Рут. Позже он переехал в штат Нью-Йорк, предположительно в Бруклин.

## Гражданская война
Весной 1861 года, когда началась Гражданская война, Брюстер стал майором 28-го полка Нью-Йоркского ополчения. Этот полк использовался для охраны реки Потомак и не был задействован в первом сражении при Булл-Ран. После сражения нью-йоркский политик Дэн Сиклс привлёк его к набору добровольцев в свою бригаду, которая после формирования была названа «Эксельсиорской бригадой». 13 сентября 1861 года Брюстер стал полковником 73-го Нью-Йоркского пехотного полка (так же «4-го Эксельсиорского»). 10 октября этот полк был введен в состав Эксельсиорской бригады.
Полк Брюстера в марте 1862 года был направлен на Вирджинский полуостров, где сражался в составе III корпуса Потомакской армии. Полк участвовал в осаде Йорктауна и, предположительно, именно его рядовые первые заметили, что южане оставили укрепления города. После сдачи Йорктауна бригада преследовала противника и полк был задействован в сражении при Уильямсберге, где потерял 104 человека. Предположительно где-то в это время Брюстер попал в плен и только в августе (27 августа) его обменяли на полковника 26-го Миссисипского полка, Артура Рейнольдса, взятого в плен в форте Донельсон.
Из-за плена Брюстер пропустил Северовирджинскую кампанию и так же не участвовал в Мерилендской кампании из-за того, что III корпус не был в ней задействован. В ноябре и декабре 1862 года Брюстер снова командовал полком во время марша к Фалмуту и в ходе сражения при Фредериксберге, но III корпус так и не был введен в бой.
По неизвестной причине он пропустил Чанселорсвиллскую кампанию — вероятно, из-за болезни. Во время сражения был отстранён от командования генерал Ревере, и корпусной генерал Сиклс назначил на его место Брюстера. Брюстер, вернувшись из отпуска, принял командование над бригадой размером в шесть полков (1837 человек):
- 70-й Нью-Йоркский пехотный полк, полк. Джон Фарнум
- 71-й Нью-Йоркский пехотный полк, полк. Генри Поттер
- 72-й Нью-Йоркский пехотный полк, полк. Джон Остин
- 73-й Нью-Йоркский пехотный полк, майор Майкл Бёрнс
- 74-й Нью-Йоркский пехотный полк, подп. Томас Хольт
- 120-й Нью-Йоркский пехотный полк, подп. Корнелиус Вестбрук

В июне 1863 года началась Геттисбергская кампания. Бригада Брюстера покинула Фалмут 12 июня, 17 июня прибыла в Сентервилл, 25 июня перешла Потомак в Эдвардс-Ферри, 28 июня прошла Фредерик и вечером 30 июня встала лагерем за Тенейтауном. 1 июля бригада отправилась к Геттисбергу, куда пришла к полуночи.
2 июля в 13:00 Брюстер получил приказ выдвинуться вперёд и занять позицию позади бригады Джозефа Карра. Когда южане атаковали позицию соседней бригады Грэма, Брюстеру было приказано отправить на усиление Грэма 73-й Нью-Йоркский полк. Бригада Грэма была разбита, после чего под удар попала и бригада Брюстера. Бригада была обращена в бегство, потеряв в ходе боя 778 человек.
После сражения Брюстер снова заболел, и вернулся в строй только осенью. Он командовал бригадой в сражении при Майн-Ран.